# Emil David von Rhonfeld

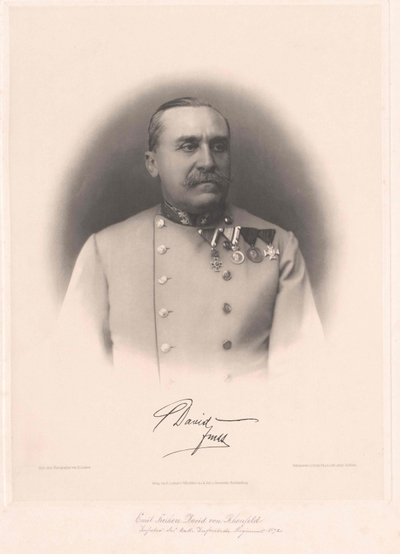
Emil David von Rhonfeld

Emil Freiherr David von Rhonfeld (* 1. Juli 1837 in Prag, Österreich-Ungarn; † 10. Mai 1918 in Wien, Österreich-Ungarn) war ein österreichisch-ungarischer k.u.k. General und Statthalter des Königreichs Dalmatien.

## Leben
Sein Vater, Franz Edler David von Rhonfeld, war k. u. k. Offizier (Major ehrenhalber).
Emil Edler David von Rhonfeld besuchte ab 1848 die Kriegsschule in  Wiener Neustadt.
Er wurde Offizier und nahm 1859 am österreichischen Feldzug nach Italien (Schlacht von Solferino) als Hauptmann teil. 1866 befehligte er k. u. k. Truppen im Krieg gegen Preußen in Italien als General.
1878 war Emil Freiherr David von Rhonfeld führend an der Besetzung Bosniens beteiligt. 1889 wurde er dort zum obersten militärischen Befehlshaber und 1890 zum Statthalter von Dalmatien ernannt. 1905 gab er diese Funktion ab.
Er beendete seine militärische Laufbahn als Feldzeugmeister.
Emil Freiherr David von Rhonfeld war mit Marie von Maschinveries verheiratet. Sie hatten zwei Töchter, darunter Valerie von David-Rhonfeld (1874–1947).